# Benjamín Ruíz
Benjamín Ignacio Ruíz Herrera (Santiago del Cile, 21 agosto 1981) è un ex calciatore cileno, di ruolo difensore.